# ヒサゴクサキリ
ヒサゴクサキリ（瓢草螽斯・瓢草切、Palaeoagraecia lutea）は、バッタ目キリギリス科の昆虫。
和名はクサキリの仲間で背面の模様がひさご（ひょうたん）の形をしている事による。

## 分布
日本海側は山口県、太平洋側は千葉県以南の本州海岸沿岸、四国、九州。

## 形態
体長（翅端まで）45-55mm。
頭部は卵形で頭頂が尖る。口器は大きく発達し、顔面は緑色を帯びる。大顎は黒色で非常に目立つ。
体は褐色で黒点をちりばめる。頭部から前胸背面は黒褐色でひさごの形をした模様となる。

## 生態
メダケを始めとするササ・タケ類を住処・食草とする。
食性は雑食性で、飼育下ではリンゴなども食し、ドッグフードや煮干し、昆虫の死骸なども食べる。
5-6月頃孵化し7月頃羽化する。
夜間「ジッ・ジッ・ジッ・・・」と鳴く。鳴き声は比較的小さく、10メートルも離れると聞こえなくなる。
ほぼ完全な夜行性で、昼間は根本近くの葉の裏などに潜み、夜になると這い上がって高い場所に出てくる。
割合行動力があり、灯火にもくる。鳴き声が小さく、敏感で動作も素早いため、捕獲しづらい。
しかし逃げられないと悟ると顔をこちらに向けて顎を開き威嚇する。カヤキリのように発音はしない。[要出典]
メスは産卵管で根元近くの葉鞘内に数個纏めて産卵する。
色彩がよく似たシブイロカヤキリと誤認されることもあるが、本種は成虫越冬はしない。